# Сосибий
Сосибий (лат. Sosibius, ум. 51) — римский учёный и политик I века нашей эры.
О происхождении и юности Сосибия ничего не известно; он мог быть имперским вольноотпущенником. Император Клавдий поручил ему воспитание своего сына Британника. В 47 году Сосибий предупредил императора — вероятно, от имени его жены Мессалины — о могуществе и богатстве второго консула Валерия Азиатика. Затем Азиатик был арестован, допрошен и, наконец, вынужден покончить жизнь самоубийством. По предложению Луция Вителлия, занимавшего консульство вместе с Клавдием в третий раз в том же году, Сенат несколько позже дал Сосибию миллион сестерциев, вероятно, в награду за его показания против Азиатика. Четыре года спустя по наущению Агриппины, преемницы опальной Мессалины, Сосибий, как и другие приближенные Британика, был казнён под предлогом заговора.